# الانتخابات الرئاسية الهندية 2017

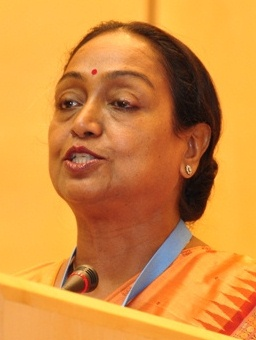
ميرا كومار.

عقدت الانتخابات الرئاسية الهندية 2017 في الفترة من 17 يوليو 2017 إلى 20 يوليو 2017. في يوم 21 يوليو 2017 أعلنت لجنة الانتخابات الهندية عن فوز مرشح الائتلاف الحاكم رام ناث كوفيند بمنصب رئاسة الهند، وذلك بعد انتهاء فرز أصوات الناخبين وحصوله على نسبه أصوات 65.55% من أصوات الناخبين متقدما بذلك على منافسته مرشحة حزب المؤتمر الوطني المعارض ميرا كومار على نسبه أصوات 34.35%.

## معرض صور

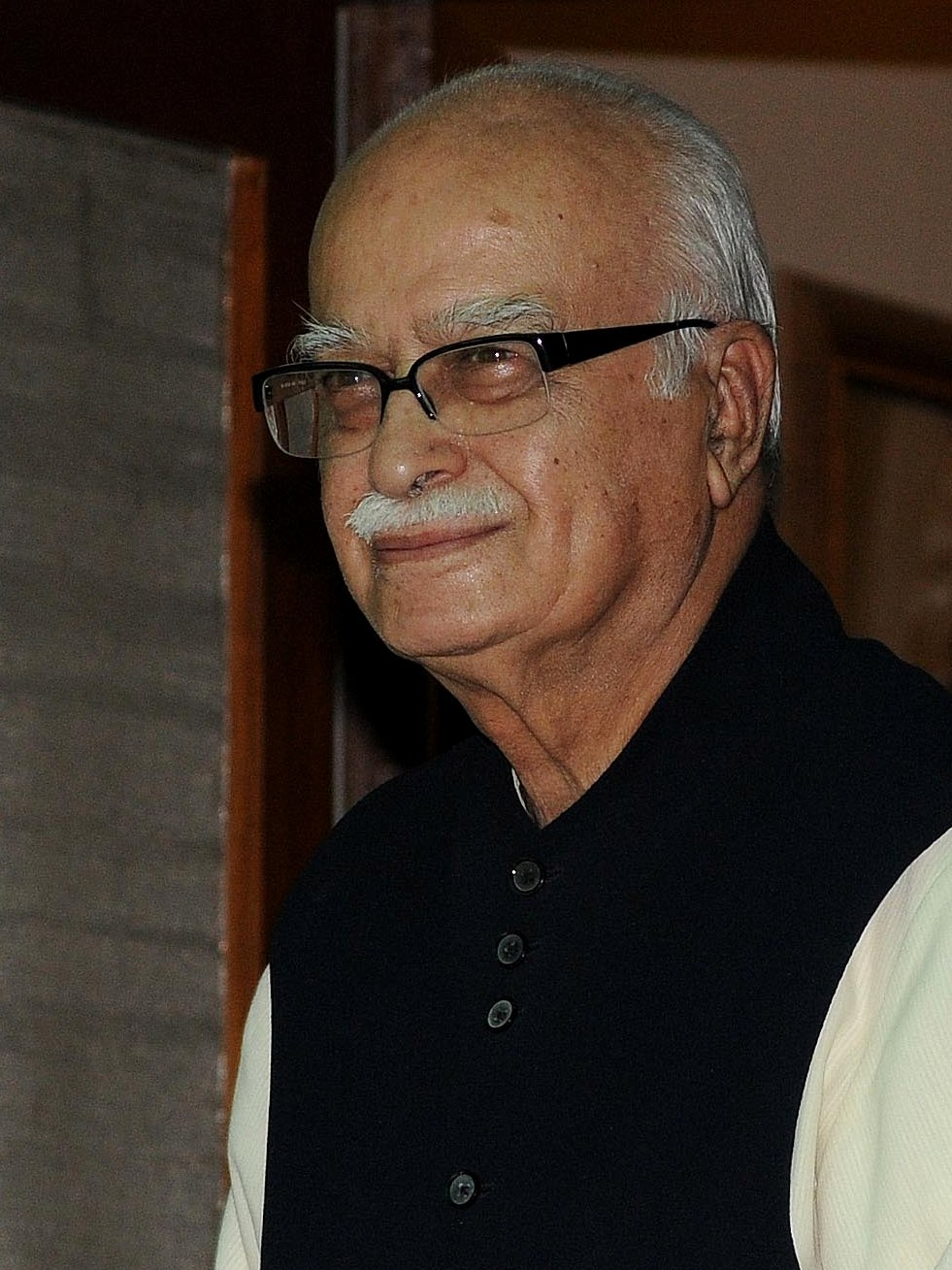
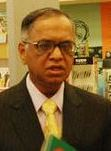
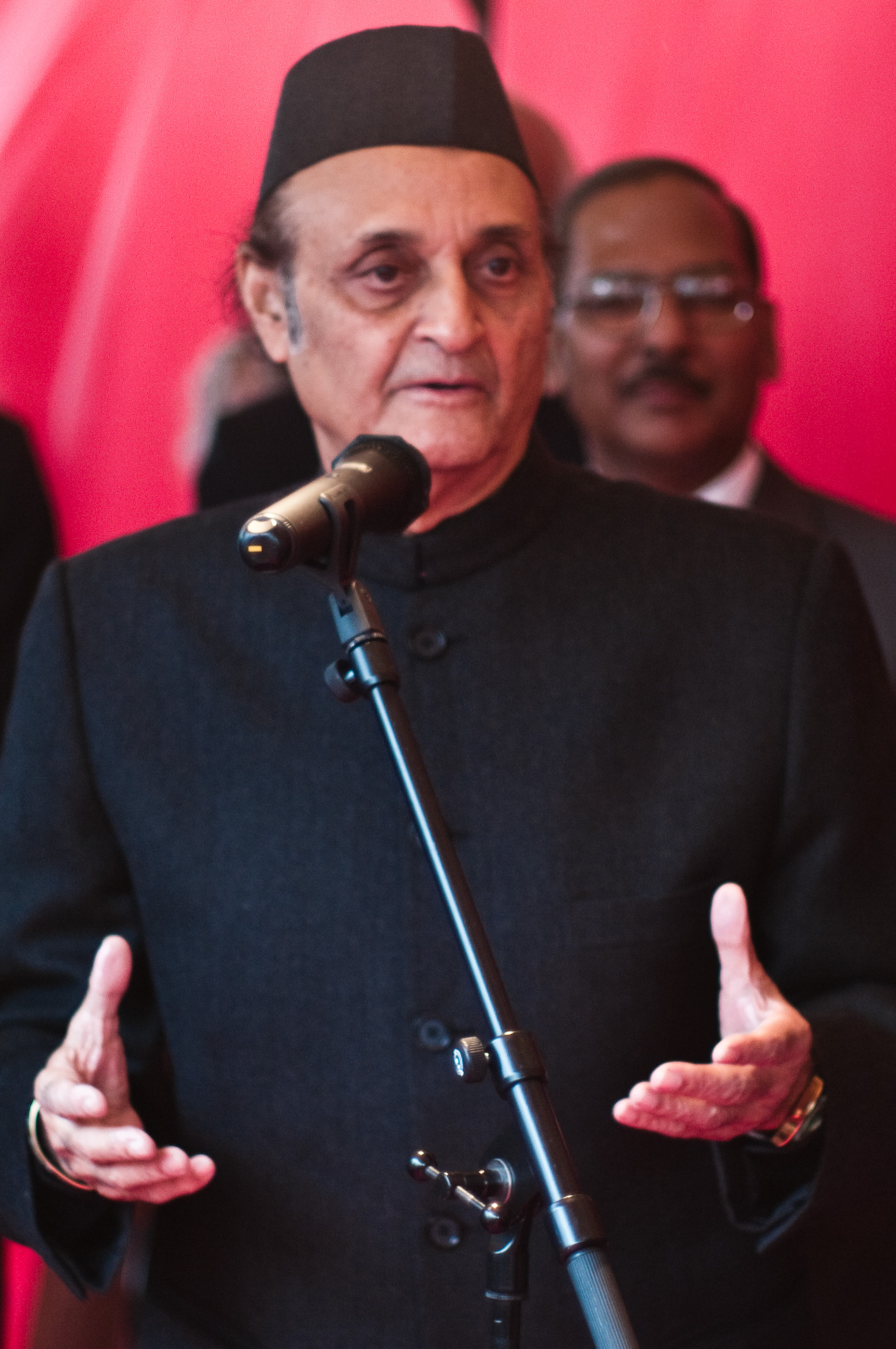